# Centrum voor Jeugd en Gezin

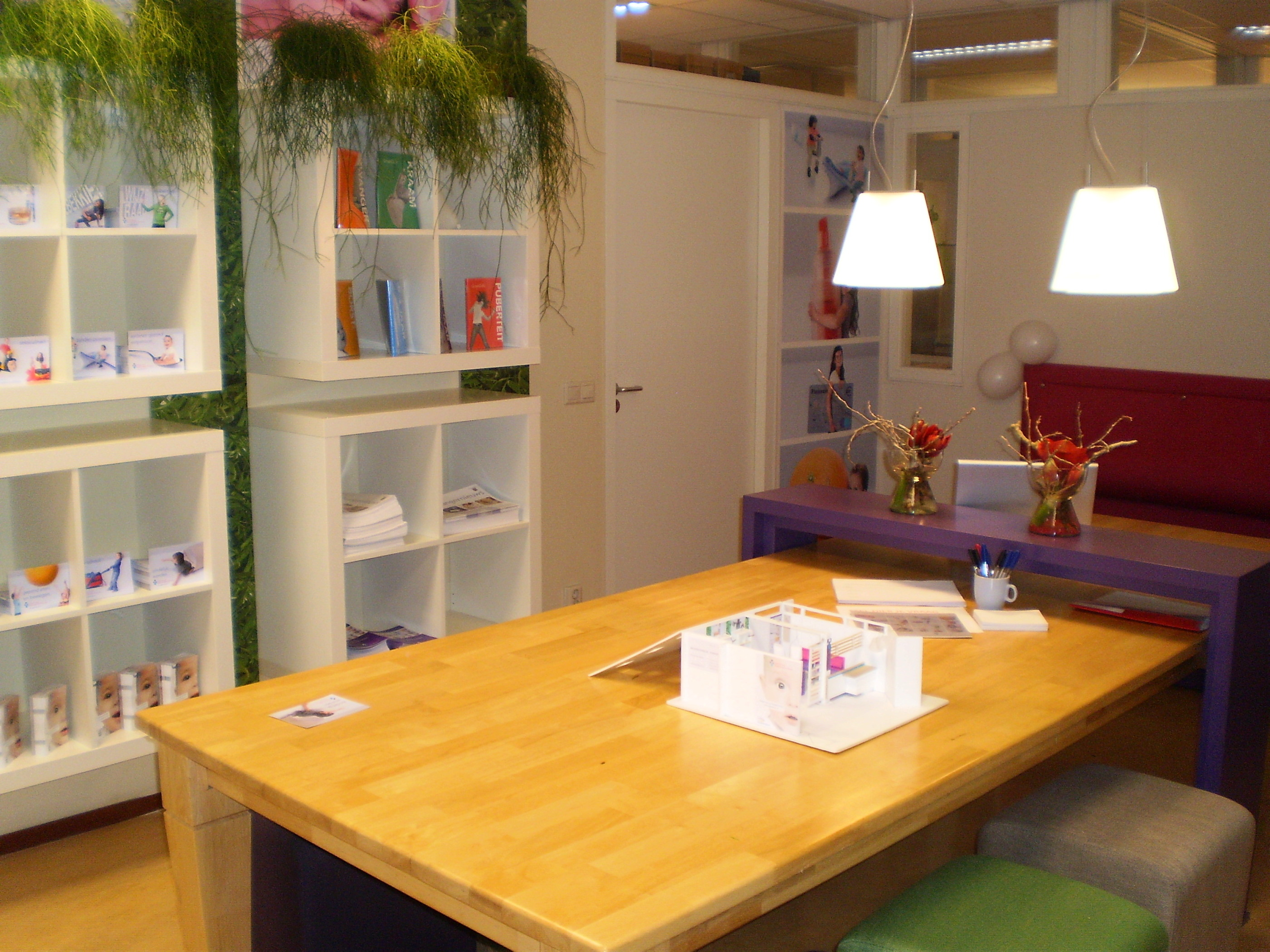
Interieur CJG Hilversum-Zuid

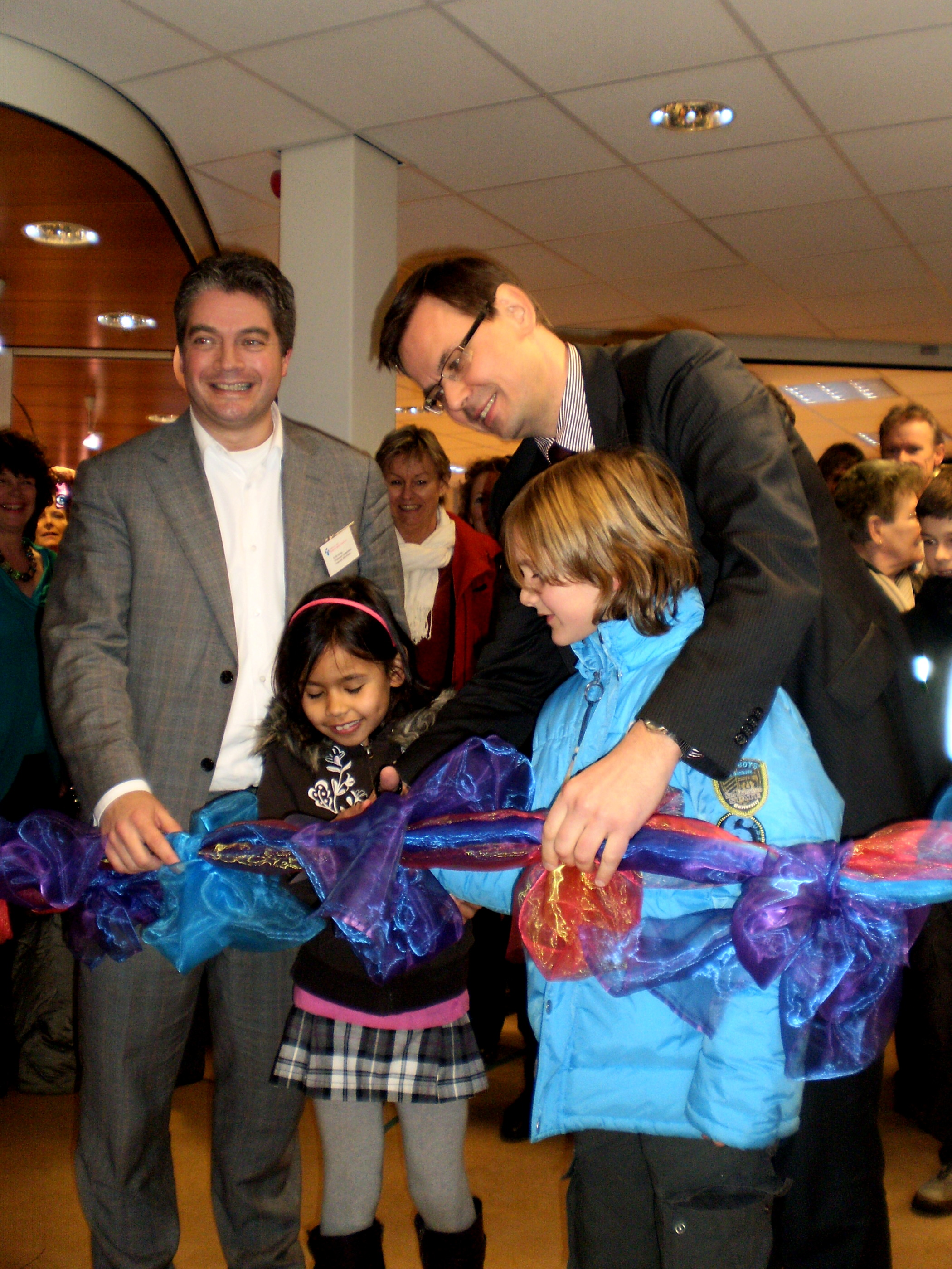
Minister Rouvoet opent een CJG in 2008

Een Centrum voor Jeugd en Gezin is een instelling voor jeugdzorg op gemeentelijk niveau in Nederland.

## Ontstaan
In verschillende plaatsen bestonden al vergelijkbare centra onder verschillende namen, zoals JONG, Ouder Kind Centrum en Oké-punt. Tot de oprichting van Centra voor Jeugd en Gezin in alle gemeenten in Nederland werd in 2007 besloten door André Rouvoet, minister voor Jeugd en Gezin in het kabinet-Balkenende IV. Bestaande centra werden in de nieuwe plannen opgenomen.
De centra combineren verschillende vormen van voorlichting en begeleiding, en werken samen met de jeugdzorg en de consultatiebureaus. Gemeenten voeren zelf de regierol in en geven een eigen invulling aan de CJG's, die bedoeld zijn als centra waar jongeren en ouders makkelijk naar binnen kunnen lopen met uiteenlopende vragen over opgroeien en opvoeding.
In juni 2011 meldde het Nederlands Dagblad dat sommige CJG's als afzonderlijk inlooppunt vaak weinig bezocht worden, wat mede zou komen doordat ouders bij voorkeur met hun vragen terecht willen kunnen op plaatsen waar zij toch al komen met hun kinderen. Enkele gemeenten besloten daarom het aantal inlooppunten te verminderen of te organiseren op plekken waar wel veel ouders komen.